# Stazione di Reggio Calabria Lido-Museo
La stazione di Reggio Calabria Lido-Museo è uno dei principali scali ferroviari della città di Reggio Calabria, ed è la fermata successiva alla stazione di Reggio di Calabria Centrale.
La stazione conta due binari, uno verso Taranto e uno per verso Battipaglia.

## Storia
La stazione ebbe origine nel 1881, edificata come un semplice scalo ausiliario definito "Reggio Calabria Succursale". Sorta inizialmente in una struttura prefabbricata in legno e muratura di un solo piano, si evolve rapidamente: già alla fine del XIX secolo assume una conformazione più solida, con due piani in muratura e una pensilina mirabilmente rifinita. Questa primitiva struttura fu gravemente danneggiata dal terribile terremoto del 1908, che colpì l'intera area dello Stretto. Tuttavia, in breve tempo, l’edificio venne ricostruito, riprendendo la denominazione originaria fino a quando, nel 1940, assunse formalmente il nome di “Reggio Calabria Lido”.

### La attuale stazione sotterranea
Negli anni ’70, con l’avvio dei lavori per l’intubamento della linea ferroviare, l’edificio fu demolito. La stazione venne trasferita in modo provvisorio nell’area della Pineta Zerbi, lasciando vuoto il sito di Piazza Indipendenza, in quegli anni, l’infrastruttura temporanea servì la città fino a quando non fu possibile ricollocarne l’originaria funzione. Il rientro in Piazza Indipendenza avvenne solo nella seconda metà degli anni ’80 e primi anni ’90: la stazione venne infatti ricreata in sotterranea, con due binari e due ingressi – uno verso la piazza, l’altro affacciato sul Lungomare Falcomatà – con l’obiettivo di integrare meglio il sistema di trasporto urbano.

### La riqualificazione
Dal 2021, il progetto di riqualificazione della stazione – inserito nel Piano Nazionale di Ripresa e Resilienza – ha voluto dare nuova vita al sito. Nel marzo 2023 sono iniziati i lavori di rifunzionalizzazione con l’aggiunta del suffisso “Museo”: verranno installate vetrine contenenti reperti archeologici provenienti dal vicino Museo Archeologico Nazionale (Palazzo Piacentini). Questi interventi, curati da Rete Ferroviaria Italiana secondo i tempi imposti dal PNRR, mirano a restituire alla città un punto di interscambio tra cultura, trasporto e territorio, con consegna prevista entro il 2026 .
Parallelamente all’allestimento delle teche espositive, l’area esterna è stata riqualificata: sono state rimosse le aiuole, rifatte le pavimentazioni e predisposti gli ambienti per ospitare flussi turistici e cittadini, con l’obiettivo di rendere più forte il legame tra la stazione e il lungomare, valorizzando l’intero corridoio culturale tra il mare e il Museo.

## Caratteristiche
La Stazione Reggio Calabria Lido-Museo si distingue innanzitutto per la sua collocazione strategica a circa 6 metri sul livello del mare, posizionata tra il lungomare Falcomatà e la riva della fiumara Calopinace. Questa posizione, particolarmente suggestiva, la rende un punto di snodo a elevata vocazione culturale e turistica, soprattutto per la vicinanza con il Museo Archeologico Nazionale. Nel corso del periodo 2021‑2022, Rete Ferroviaria Italiana ha coordinato un intervento di riqualificazione degli spazi esterni: la pavimentazione originale in pietra è stata ripristinata dopo la rimozione delle aiuole, nuove sedute e piantumazioni sono state installate, col preciso intento di armonizzare l’area con il percorso costiero e facilitare il passaggio pedonale tra stazione e litorale.

### Intermodalità
In ottica di intermodalità e diffusione culturale, l’intervento intende rendere la stazione un vero e proprio luogo di arrivo e visita, promuovendo un dialogo tra trasporto ferroviario, patrimonio museale e città. La conclusione dei lavori è prevista entro il 2026, rispettando le tempistiche impresse dai fondi PNRR .
In sintesi, le caratteristiche distintive della stazione includono:
- collocazione interrata con doppio accesso urbano-mare;
- binari diretti su due direttrici regionali;
- spazio urbano esterno ripensato, con arredo e riqualificazione pedonale;
- futuro allestimento museale con reperti archeologici;
- integrazione tra trasporto, cultura e territorio, sostenuta da fondi statali.

## Movimento

### Tipologia di servizio
- Stazione a traffico regionale e suburbano (non sempre fermano treni a lunga percorrenza).

### Linee servite
- Linea Jonica: Reggio Calabria – Melito di Porto Salvo – Roccella – Catanzaro Lido
- Linea Tirrenica (tratta urbana): Reggio Calabria – Villa San Giovanni – Rosarno (per interscambi)

### Servizi attivi
- Treni regionali Trenitalia
- Servizi suburbani Metro "Tamburello" (frequenze aumentate nell'area metropolitana)

### Frequenza media
- Ogni 20-30 minuti in fascia pendolare (tra Reggio Centrale e Melito)
- Ogni 60 minuti nel resto della giornata

### Destinazioni principali
- Nord: Reggio Calabria Centrale, Villa S. Giovanni, Rosarno
- Sud: Melito di Porto Salvo, Bova Marina, Brancaleone, Roccella Jonica
- Flusso passeggeri (stima pre-2023): circa 1.500-2.000 viaggiatori/giorno, con picchi estivi per utenti turistici e balneari

### Tipologia treni
- ALn 663 e ATR 220 Swing (motori diesel sulla Jonica)
- Minuetto elettrico e treni Pop nelle tratte elettrificate recenti (dal 2022)

### Accessibilità
- Accessi pedonali da Lungomare Falcomatà e Piazza Indipendenza
- Percorsi per disabili con ascensore interno (dal 2023, in fase di miglioramento)

### Interscambi
- Bus ATAM (linee urbane 1–2–27)
- Collegamento pedonale con il Museo Archeologico Nazionale

## Servizi
La stazione è fornita di:
- Biglietteria automatica
- Ascensore

## Galleria d'immagini

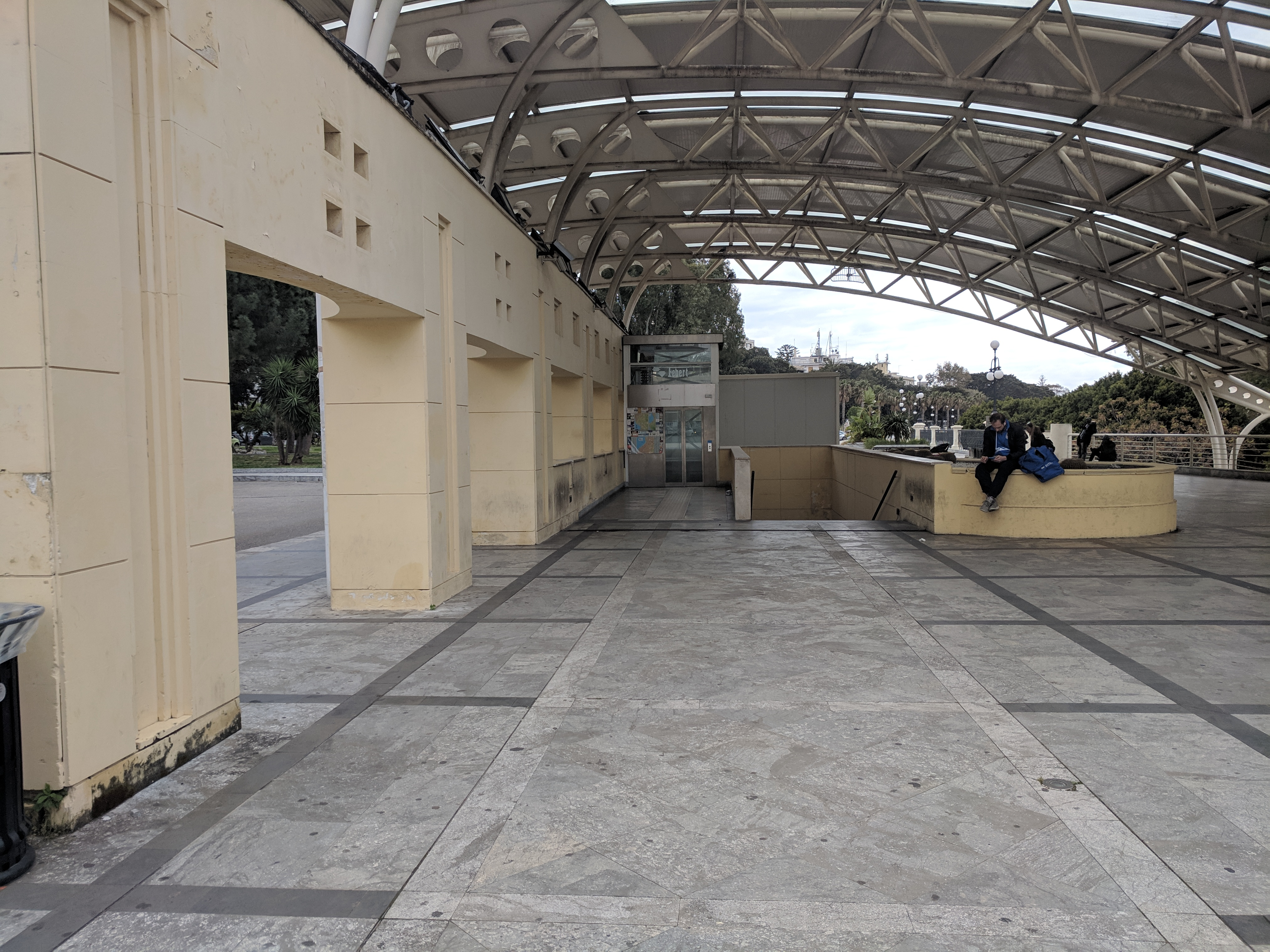
Entrata da Piazza Indipendenza
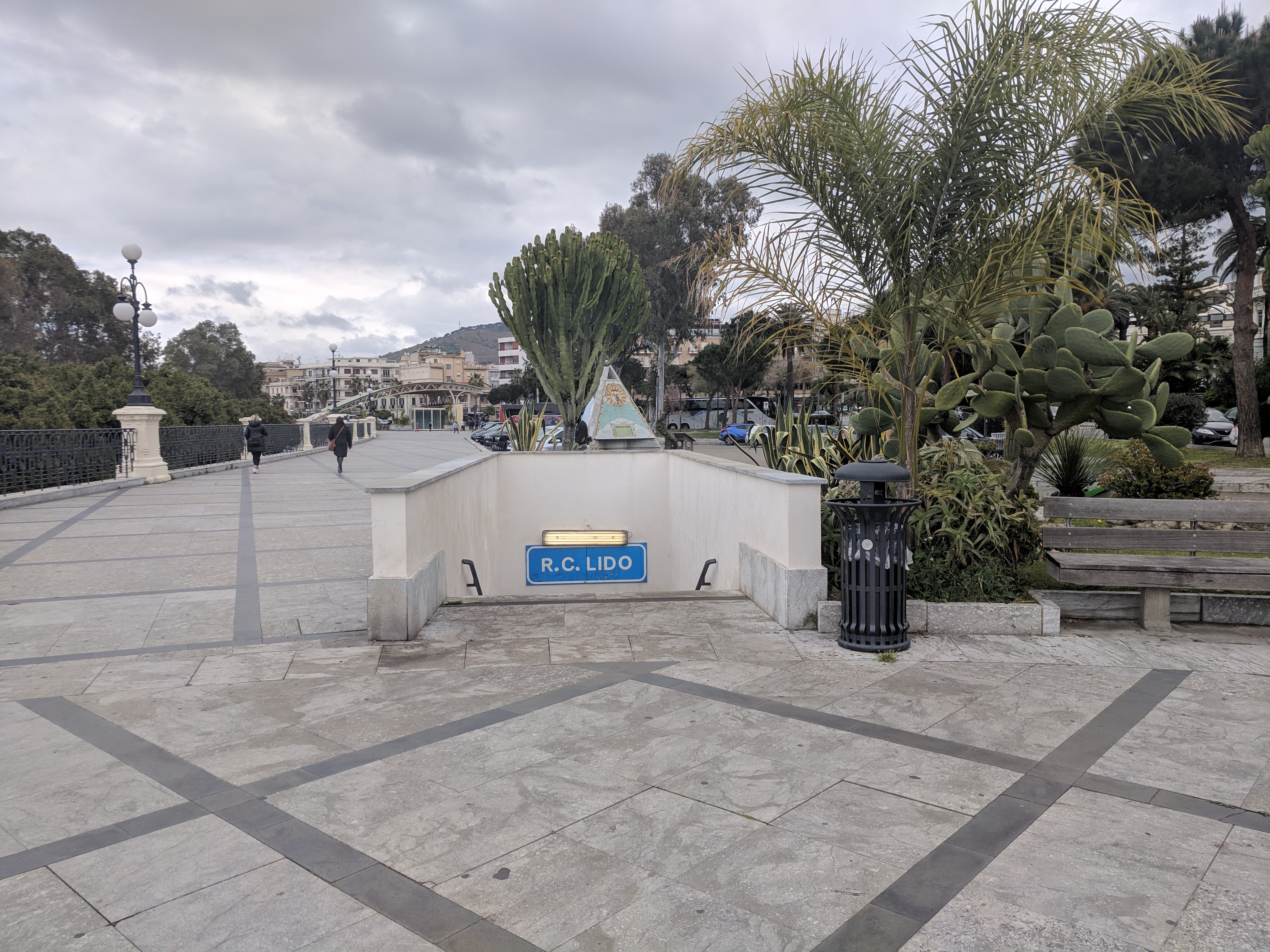
Entrata dal Lungomare Falcomatà
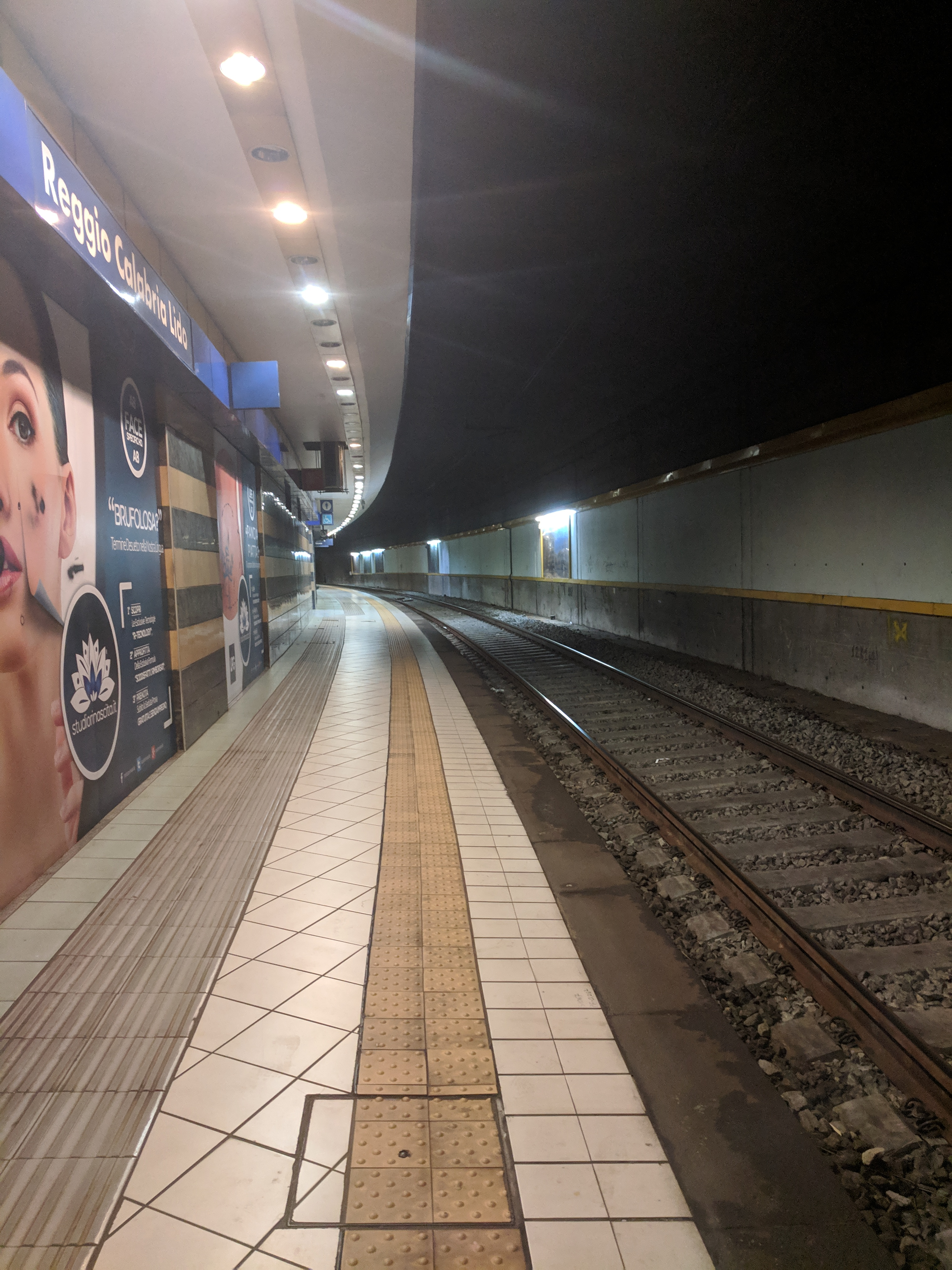
Vista del binario 1
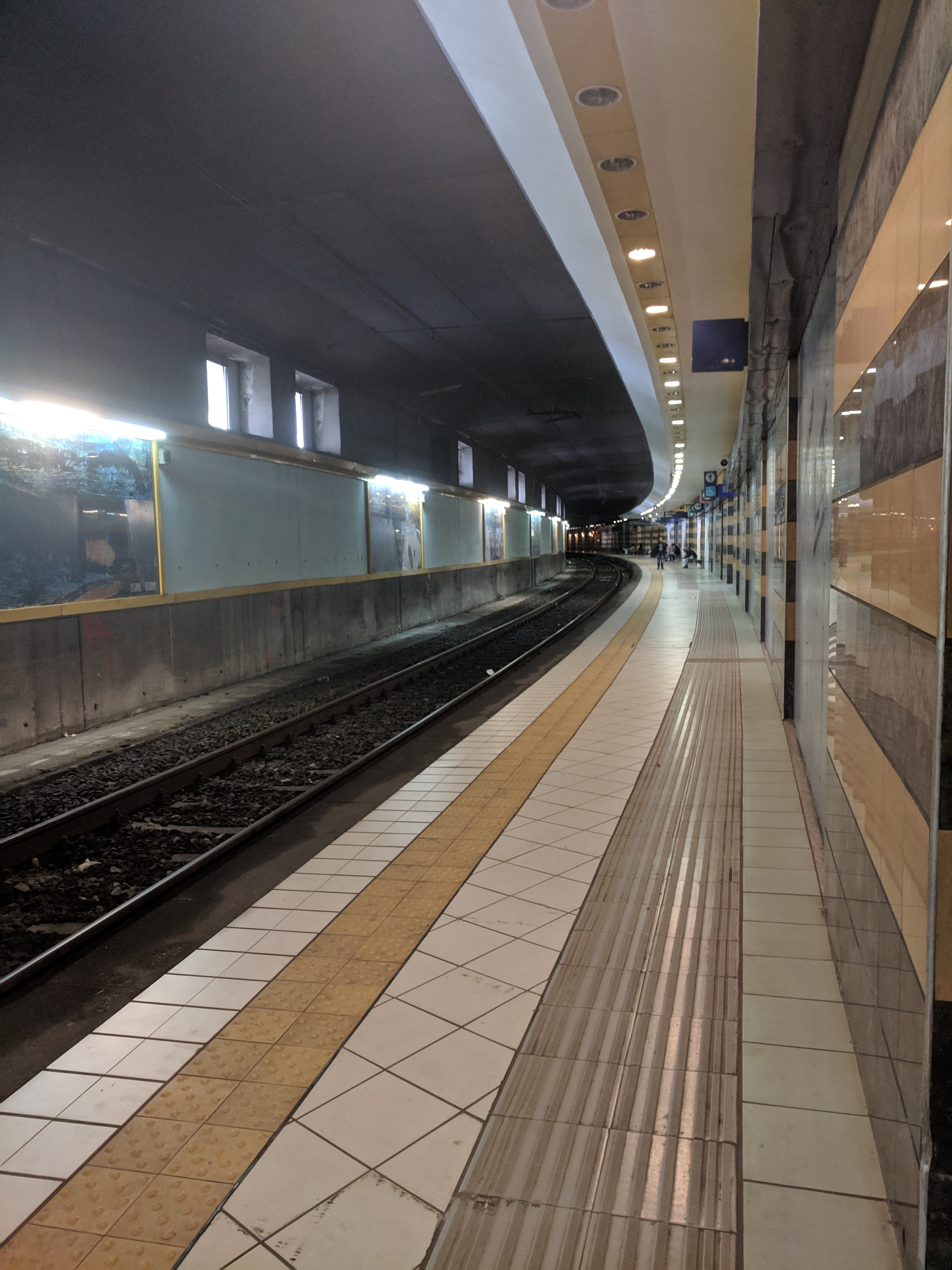
Vista del binario 2
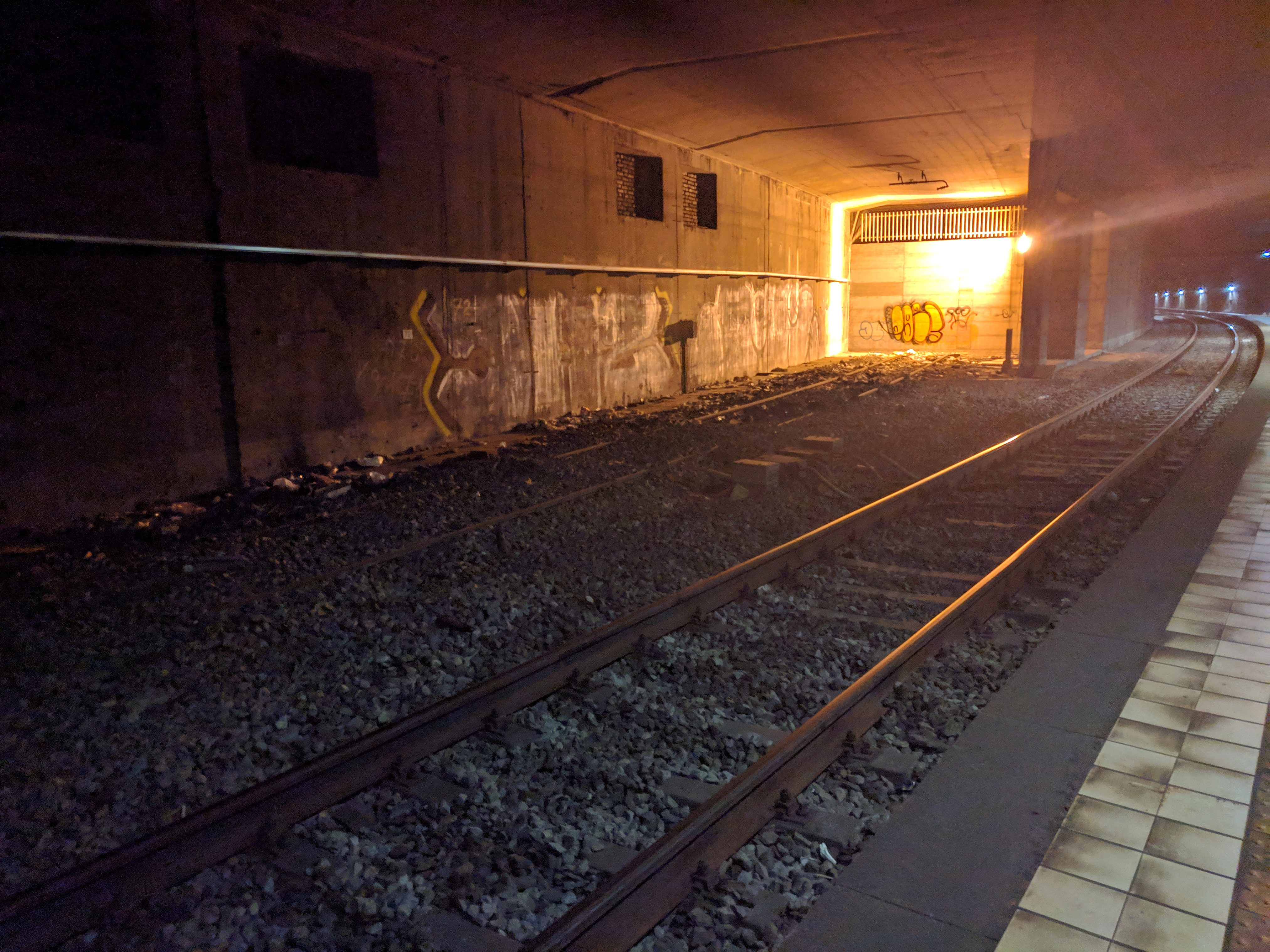
Binario dismesso per il porto